# Primera División de Bolivia 1972
El Campeonato Nacional de 1972 fue el 14.º torneo nacional de primera división en Bolivia que organizó la Federación Boliviana de Fútbol. El Campeón Nacional fue el Club Wilstermann por sexta vez en su historia.

## Sistema de disputa
El campeonato fue jugado entre agosto de 1972 y el 31 de diciembre de 1972. El Campeonato consistió en dos Fases: Una fase de grupos y una Fase Final. Un club recibe 2 puntos por partido ganado, 1 punto por partido empatado y 0 puntos por partido perdido.
Fase de Grupos
Los 6 campeones y los 6 subcampeones de las Asociaciones de Fútbol de los departamentos de Bolivia, son distribuidos en 3 series de 4 equipos bajo el siguiente formato:
- Grupo A: La Paz y Oruro
- Grupo B: Cochabamba y Potosí
- Grupo C: Santa Cruz y Chuquisaca

Los clubes de cada serie compiten todos contra todos en dos vueltas (local y visitante), jugando un total de 6 partidos cada uno.
Fase Final
El ganador del Campeonato Nacional anterior (1971) y los 2 primeros de las series A, B y C, compiten todos contra todos en dos vueltas (local y visitante), jugando un total de 12 partidos cada uno.
El Campeón y el subcampeón del torneo clasifican a la Copa Libertadores 1973.

## Equipos participantes
Participan los campeones y subcampeones de las Asociaciones de Fútbol de Chuquisaca, Cochabamba, La Paz, Oruro, Potosí y Santa Cruz. También participa el ganador del campeonato anterior (1971: Oriente Petrolero).
| Equipo                  | Fundación               | Ciudad                  | Estadio           |
| ----------------------- | ----------------------- | ----------------------- | ----------------- |
| Independiente Petrolero | 4 de abril de 1932      | Sucre                   | Morro de Surapata |
| Stormers                | 25 de enero de 1914     | Sucre                   | Morro de Surapata |
| Petrolero               | 16 de abril de 1950     | Cochabamba              | Félix Capriles    |
| Wilstermann             | 24 de noviembre de 1949 | Cochabamba              | Félix Capriles    |
| Deportivo Municipal     | 20 de octubre de 1944   | La Paz                  | Olímpico La Paz   |
| Litoral                 | 5 de abril de 1936      | La Paz                  | Olímpico La Paz   |
| Ingenieros              | 4 de julio de 1928      | Oruro                   | Jesús Bermúdez    |
| San José                | 19 de marzo de 1942     | Oruro                   | Jesús Bermúdez    |
| Independiente Unificada | 1 de abril de 1926      | Potosí                  | Potosí            |
| Stormers Petrolero      | 26 de mayo de 1897      | Potosí                  | Potosí            |
| Oriente Petrolero       | 5 de noviembre de 1955  | Santa Cruz de la Sierra | Willy Bendeck     |
| La Bélgica              |                         | Santa Cruz de la Sierra | Willy Bendeck     |
| Universidad Cruceña     |                         | Santa Cruz de la Sierra | Willy Bendeck     |

### Distribución geográfica de los equipos
| Región     | Cant. | Equipos                                               |
| ---------- | ----- | ----------------------------------------------------- |
| Santa Cruz | 3     | La Bélgica, Oriente Petrolero y Universitadad Cruceña |
| Chuquisaca | 2     | Independiente Petrolero y Stormers                    |
| Cochabamba | 2     | Petrolero y Wilstermann                               |
| La Paz     | 2     | Deportivo Municipal y Litoral                         |
| Oruro      | 2     | Ingenieros y San José                                 |
| Potosí     | 2     | Independiente Unificada y Stormers Petrolero          |

## Primera fase

### Grupo A
| Pos | Equipo                  | Pts | PJ | PG | PE | PP | GF | GC | Dif |
| --- | ----------------------- | --- | -- | -- | -- | -- | -- | -- | --- |
| 1º  | San José                | 8   | 6  | 3  | 2  | 1  | 12 | 10 | 2   |
| 2º  | Deportivo Municipal (*) | 6   | 6  | 3  | 0  | 3  | 14 | 7  | 7   |
| 3º  | Ingenieros (*)          | 6   | 6  | 3  | 0  | 3  | 7  | 11 | -4  |
| 4º  | Litoral                 | 4   | 6  | 1  | 2  | 3  | 4  | 9  | -5  |

|  | Clasificados a la Fase Final. |

(*) Deportivo Municipal e Ingenieros jugaron un partido de desempate por el segundo lugar, el resultado fue 0 - 0, tras lo cual Deportivo Municipal clasificó por mejor gol diferencia.

### Grupo B
| Pos | Equipo                  | Pts | PJ | PG | PE | PP | GF | GC | Dif |
| --- | ----------------------- | --- | -- | -- | -- | -- | -- | -- | --- |
| 1º  | Wilstermann             | 8   | 6  | 4  | 0  | 2  | 24 | 9  | 15  |
| 2º  | Petrolero               | 8   | 6  | 4  | 0  | 2  | 18 | 7  | 11  |
| 3º  | Independiente Unificada | 7   | 6  | 3  | 1  | 2  | 11 | 10 | 1   |
| 4º  | Stormers Petrolero      | 1   | 6  | 0  | 1  | 5  | 5  | 32 | -27 |

|  | Clasificados a la Fase Final. |

### Grupo C
| Pos | Equipo                  | Pts | PJ | PG | PE | PP | GF | GC | Dif |
| --- | ----------------------- | --- | -- | -- | -- | -- | -- | -- | --- |
| 1º  | La Bélgica              | 8   | 6  | 2  | 4  | 0  | 7  | 5  | 2   |
| 2º  | Independiente Petrolero | 7   | 6  | 2  | 3  | 1  | 10 | 8  | 2   |
| 3º  | Universidad             | 6   | 6  | 2  | 2  | 2  | 7  | 5  | 2   |
| 4º  | Stormers                | 3   | 6  | 0  | 3  | 3  | 5  | 11 | -6  |

|  | Clasificados a la Fase Final. |

## Fase final
| Pos. | Equipo                  | Pts. | PJ | PG | PE | PP | GF | GC | Dif. |
| ---- | ----------------------- | ---- | -- | -- | -- | -- | -- | -- | ---- |
| 1º   | Wilstermann             | 18   | 12 | 8  | 2  | 2  | 30 | 21 | 11   |
| 2º   | Oriente Petrolero       | 15   | 12 | 7  | 1  | 4  | 22 | 16 | 6    |
| 3º   | Petrolero               | 14   | 12 | 6  | 2  | 4  | 31 | 25 | 6    |
| 4º   | La Bélgica              | 13   | 12 | 3  | 7  | 2  | 21 | 17 | 4    |
| 5º   | San José                | 11   | 12 | 4  | 3  | 5  | 22 | 17 | 5    |
| 6º   | Deportivo Municipal     | 8    | 12 | 2  | 4  | 6  | 22 | 32 | -10  |
| 7º   | Independiente Petrolero | 5    | 12 | 0  | 5  | 7  | 17 | 37 | -20  |

|  | Campeón. Clasificó a la Copa Libertadores 1973. |
|  | Subcampeón. Clasificó a Copa Libertadores 1973. |

## Clasificación a la Copa Libertadores 1973
Bolivia tuvo dos cupos en la Copa Libertadores 1973. Estos fueron: Wilstermann y Oriente Petrolero